# Charlotte Hennessey
Charlotte Hennessey Smith (Pickford) (Toronto, 1 de enero de 1873- Los Ángeles, 22 de marzo de 1928) fue una actriz de cine mudo canadiense y madre de las actrices Mary y Lottie y el actor Jack Pickford.

## Industria cinematográfica
En 1898, el marido de Smith, John Charles, murió de un coágulo de sangre provocado por un accidente laboral cuando era sobrecargo en la Niagara Steamship Lines. Charlotte Smith luchó por ganarse la vida. Permitió que su hija mayor, Gladys, aceptara algunos papeles teatrales en Toronto en papeles para niños y, a medida que los otros hijos crecían, hizo giras con ellos por compañías teatrales de todo Estados Unidos. Se trasladaron a Nueva York, donde Gladys consiguió un papel en Broadway. Pronto Gladys consiguió algunos trabajos en el cine, y cambió su nombre por el de Mary Pickford a petición de un director. Más tarde, sus otros dos hijos adoptaron Pickford como apellido por su trabajo como actores.

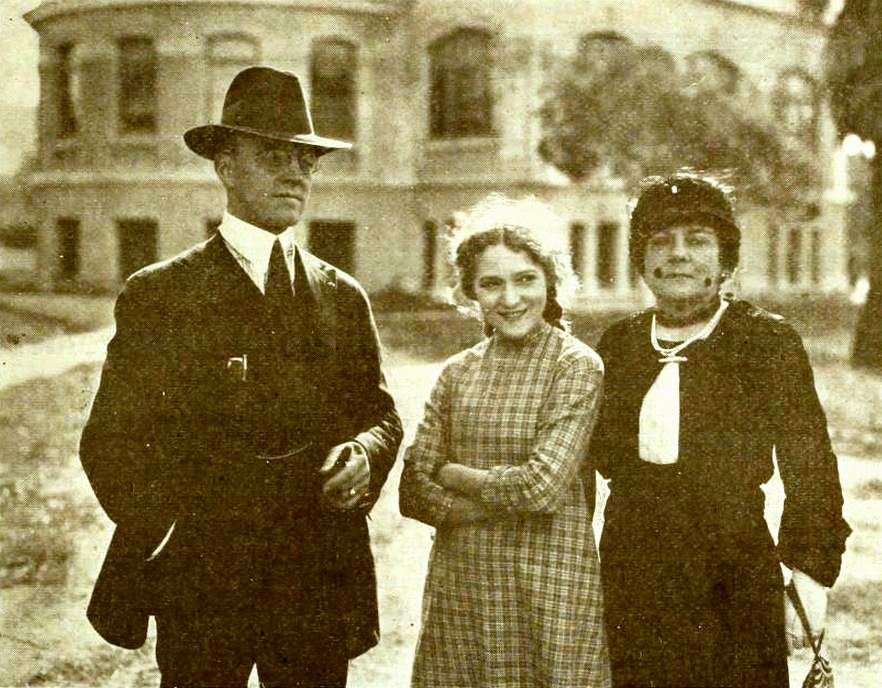
Harry O. Schwalbe, Mary Pickford vestida para su papel en la película Daddy-Long-Legs (1919), y Charlotte Hennessey.

Después de que su hija, Gladys, conocida entonces como la actriz Mary Pickford, empezara a conseguir papeles en el cine, Charlotte Smith actuó en papeles secundarios en tres películas mudas en 1910 y 1911, junto a su hija. Los tres hijos: Mary, Lottie, y Jack Pickford, se convirtieron en actores, aunque sólo Mary Pickford alcanzó gran fama y fortuna.
Charlotte Smith siguió desempeñando un papel importante en la gestión de las carreras de sus hijos. Negoció los contratos de su hija Mary Pickford, que marcaron un hito en Estados Unidos como estrella infantil (incluido su contrato de un millón de dólares al año, el primero de este tipo). Smith desempeñó un papel en United Artists y en la Mary Pickford Film Company, fundada por su hija, hasta su muerte.[cita requerida]

## Muerte
El 22 de marzo de 1928, Smith murió de cáncer de mama tras negarse a ser operada. Ya se había sometido a varias operaciones importantes. Fue enterrada en la parcela Pickford del Forest Lawn Memorial Park de Glendale, California. Legó 200.000 dólares cada uno en fideicomiso a sus dos hijos menores, Jack y Lottie, y a la hija de Lottie, Gwynne. Dejó la mayor parte de su patrimonio a su hija mayor, Mary, por valor de un millón de dólares, y reconoció los motivos en su testamento: "Todos los bienes que poseo en el momento de mi muerte han llegado a mí gracias a mi asociación con mi amada hija en sus negocios y a su generosidad más inusual conmigo".

## Filmografía
- A Victim of Jealousy (1910)
- The Impalement (1910)
- Sweet Memories (1911)